# Пандеріхтіс

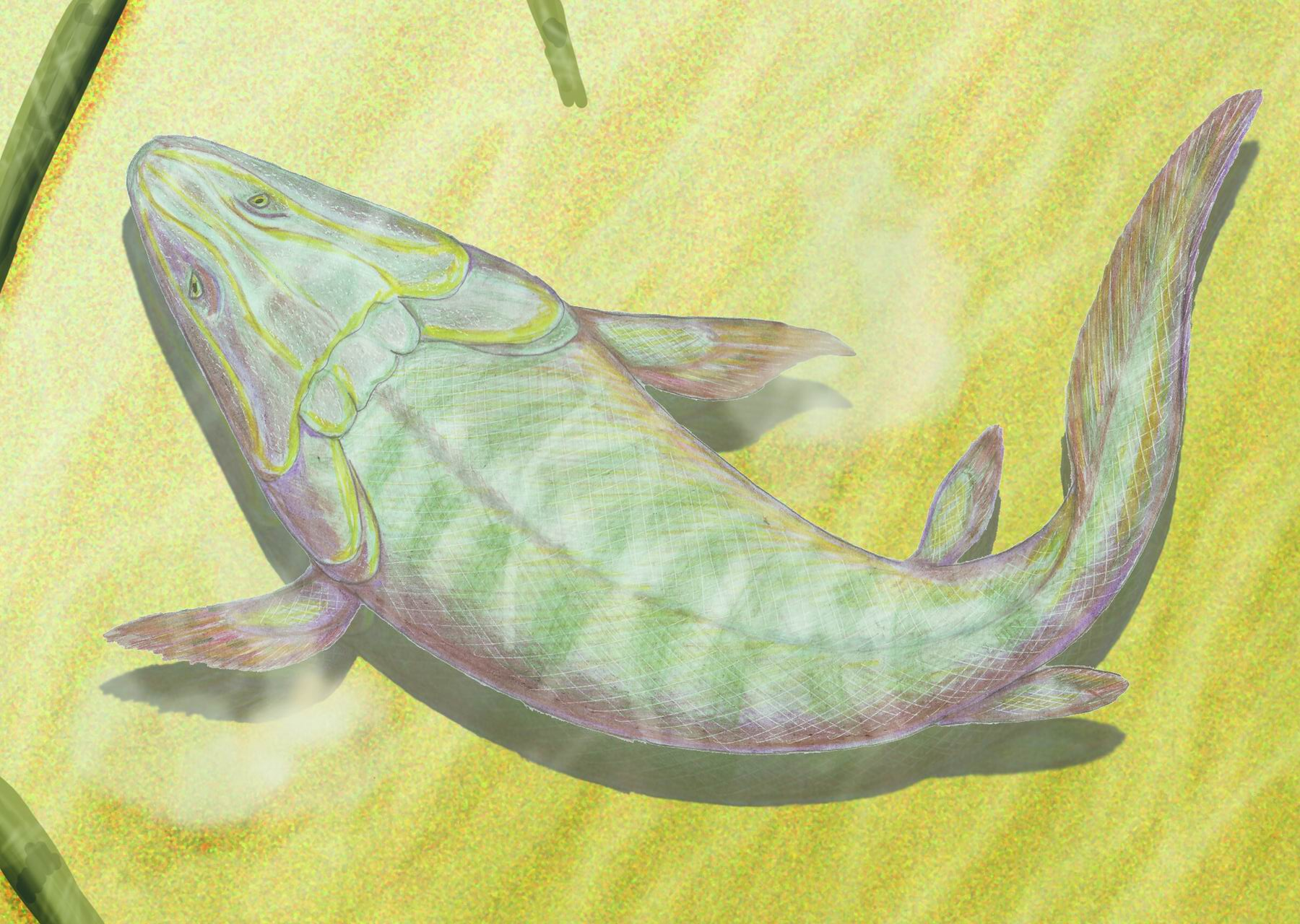
Panderichthys rhombolepis

Пандеріхтіс, виявлений у франських відкладеннях в Латвії, представлений двома видами. P. stolbovi відомий тільки за кількома фрагментами рила та неповною нижньою щелепою, P. rhombolepis має кілька більш повних зразків. Хоча він, можливо, належить до сестринської групи по відношенню до ранніх тетраподів, пандеріхтіс має ряд особливостей, проміжних між тристіхоптеридними лопастеперими (наприклад, евстеноптероном) і першими амфібіями.
Ця риба сягала 90-130 см в довжину і мала величезну сплощену голову, що звужувалася в області рила і розширювалася іззаду. Внутрішньочерепне зчленування, що характеризує більшість лопастеперих, втрачено на зовнішніх елементах черепа, але як і раніше присутнє в мозковій коробці. Зразки поверхні кісток у верхній частині черепа і щічній області більше схожі на такі у тетрапод, ніж у інших лопастеперих.
Проміжні риси пандеріхтіса виражені і на решті частин тіла. Він втратив спинний і анальний плавники, а його хвіст більше схожий на такий у ранніх тетрапод, ніж на хвостовий плавник інших лопастеперих. Плече пандеріхтіса має кілька особливостей, властивих земноводним, сама плечова кістка довша, ніж у його риб'ячих родичів. З іншого боку, дистальна частина його передніх плавників не зовсім така, як у тетрапод. Як і слід було очікувати, плавець пандеріхтіса має безліч лепідотрихій (довгих і тонких променів), властивих рибам, але в ньому є й такі кістки, як локтезап’ястна і інтермедіум, наявні у тетрапод, а також радіаль (або навіть пальці). Ендоскелет черевного плавця невідомий. Хребет костеніє по всій довжині і його можна порівняти з хребтом ранніх амфібій.

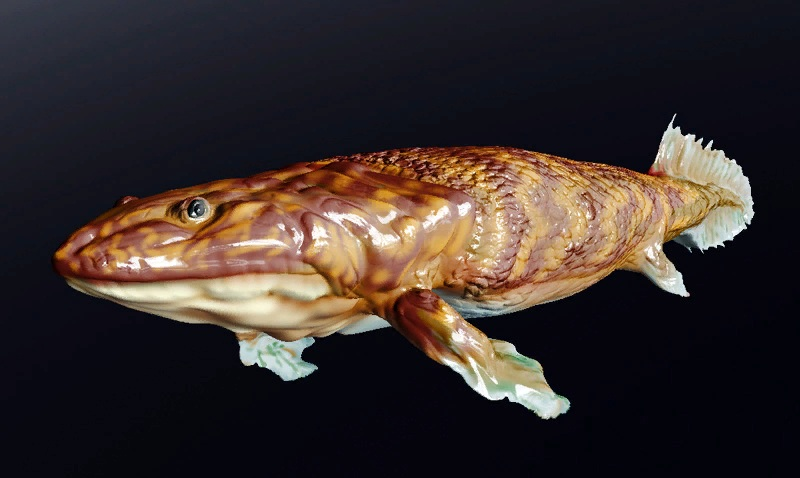
Реконструкція Pandericthys

Як вважалося раніше, пандеріхтіс був знайдений у відкладах прісноводного водоймища, але може виявитися, що це були припливні або естуарійні відкладення. Хребетні, що жили з пандеріхтісом, представлені панцирною безщелепних рибою (псаммолепіс), двома плакодермами (астеролепіс і плоурдостей), невизначеним акантодом, поролепіформним лопастеперим (лаккогнат), дводишною рибою (диптер) та іншою елпістостегальною (лівоніана).

## Ресурси Інтернета
- Pharyngula
- Devonian Times - Panderichthys
- Panderichthys spp.